# Oscar Wilde
Pour les articles homonymes, voir Oscar Wilde (homonymie) et Wilde.
Œuvres principales
- Le Portrait de Dorian Gray, 1890
- L'Importance d'être Constant, 1895
- Un mari idéal, 1895
- Le Fantôme de Canterville, 1887
- Salomé, 1891

Oscar Wilde /ˈɒskə waɪld/, dont le nom complet est Oscar Fingal O'Flahertie Wills Wilde, né à Dublin le 16 octobre 1854 et mort à Paris le 30 novembre 1900, est un écrivain, romancier, dramaturge et poète irlandais.
Oscar Wilde est né dans la bourgeoisie irlandaise et protestante de Dublin d’un père chirurgien renommé Sir William Wilde et d’une mère poétesse, Lady Jane Wilde. Il se distingue par un parcours scolaire brillant. Nourri de culture classique, couronné de prix au sein du Trinity College de Dublin, il intègre le Magdalen College de l'université d'Oxford, où il se construit un personnage d’esthète et de dandy, sous l’influence des préraphaélites et des théories de L'art pour l'art de Walter Pater, John Ruskin et Whistler. À l’issue de ses études, il s’installe à Londres, où il parvient à s'insérer dans la bonne société et les cercles cultivés, s’illustrant dans plusieurs genres littéraires.
S’il publie, conformément aux exigences de l’esthétisme le plus pur, un volume de poésie, il ne néglige pas des activités moins considérées des cercles littéraires, mais plus lucratives : ainsi, il se fait le porte-parole de la nouvelle « Renaissance anglaise dans les arts » dans une série de conférences aux États-Unis et au Canada, puis exerce une prolifique activité de journaliste. Au tournant des années 1890, il précise sa théorie esthétique dans une série de dialogues et d’essais, et explore dans son roman Le Portrait de Dorian Gray (1890) les liens entretenus par la beauté, la décadence et la duplicité. Sa pièce Salomé (1891), rédigée en français à Paris l’année suivante, ne peut être jouée en Angleterre, faute d’avoir obtenu la licence d’autorisation au motif qu’elle met en scène des personnages bibliques. Confronté une première fois aux rigueurs de la morale victorienne, Oscar Wilde enchaîne cependant avec quatre comédies de mœurs qui font de lui l’un des dramaturges les plus en vue de Londres. Indissociables de son talent littéraire, sa personnalité hors du commun, son esprit mordant, sa conversation brillante et ses costumes assuraient sa renommée.
Au faîte de la gloire, alors que sa pièce maîtresse L'Importance d'être Constant (1895) triomphe à Londres, Oscar Wilde poursuit le père de son amant Alfred Douglas pour diffamation, après que celui-ci a entrepris de faire scandale de son homosexualité. Au terme de trois procès retentissants, Oscar Wilde est condamné pour « grave immoralité » à deux ans de travaux forcés. Ruiné par ses différents procès et condamné à la banqueroute, il écrit en prison De Profundis, une longue lettre adressée à son amant dont la noirceur forme un contraste saisissant avec sa première philosophie du plaisir. Dès sa libération en mai 1897, il quitte définitivement la Grande-Bretagne pour la France. C’est dans ce pays d’accueil qu’il met un point final à son œuvre avec La Ballade de la geôle de Reading (1898), un long poème commémorant l’expérience éprouvante de la vie en prison. Il meurt à Paris en 1900, dans le dénuement, à l'âge de quarante-six ans.

## Biographie

### Enfance

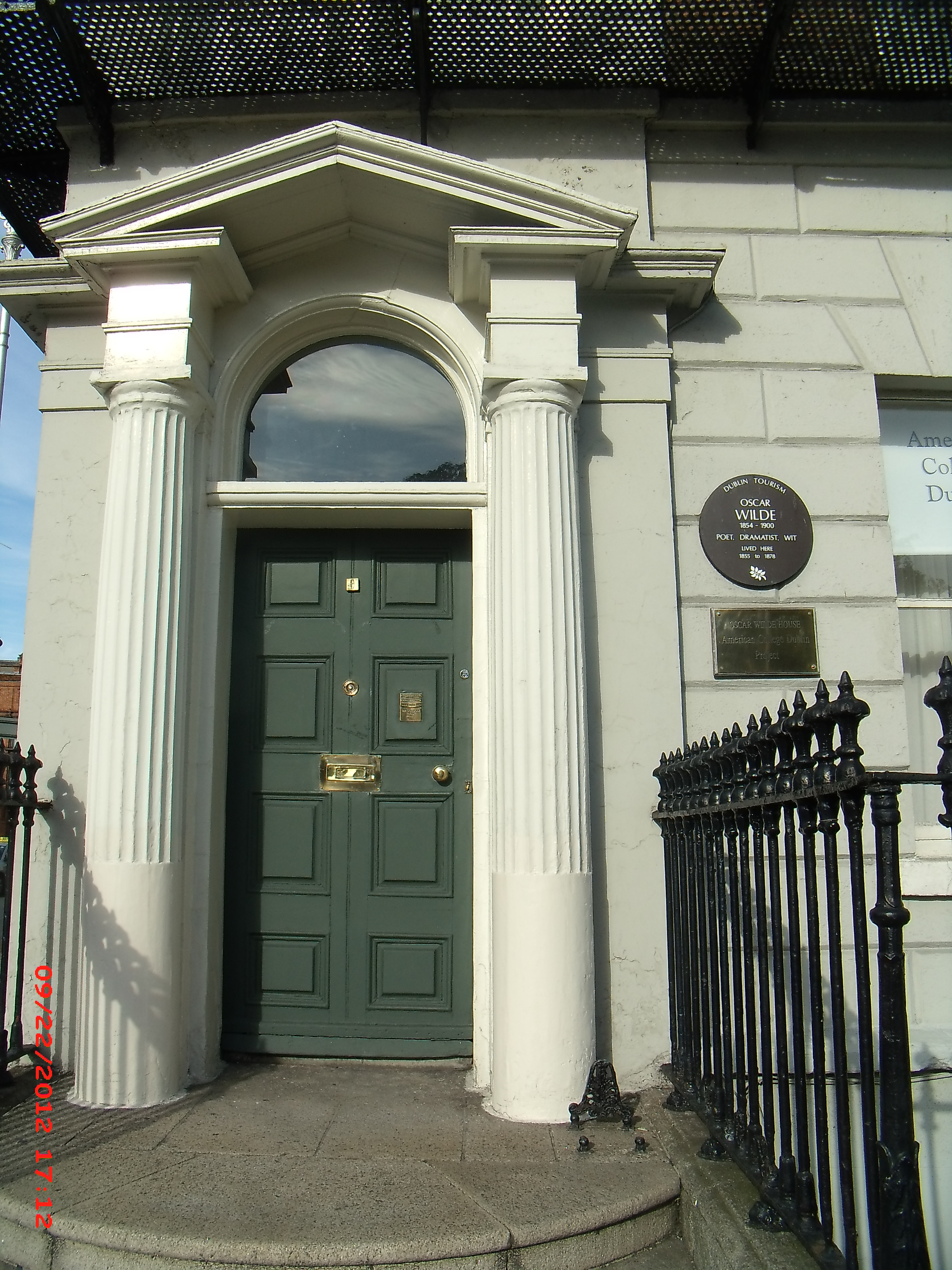
Maison des Wilde à Dublin (1, Merrion Square).

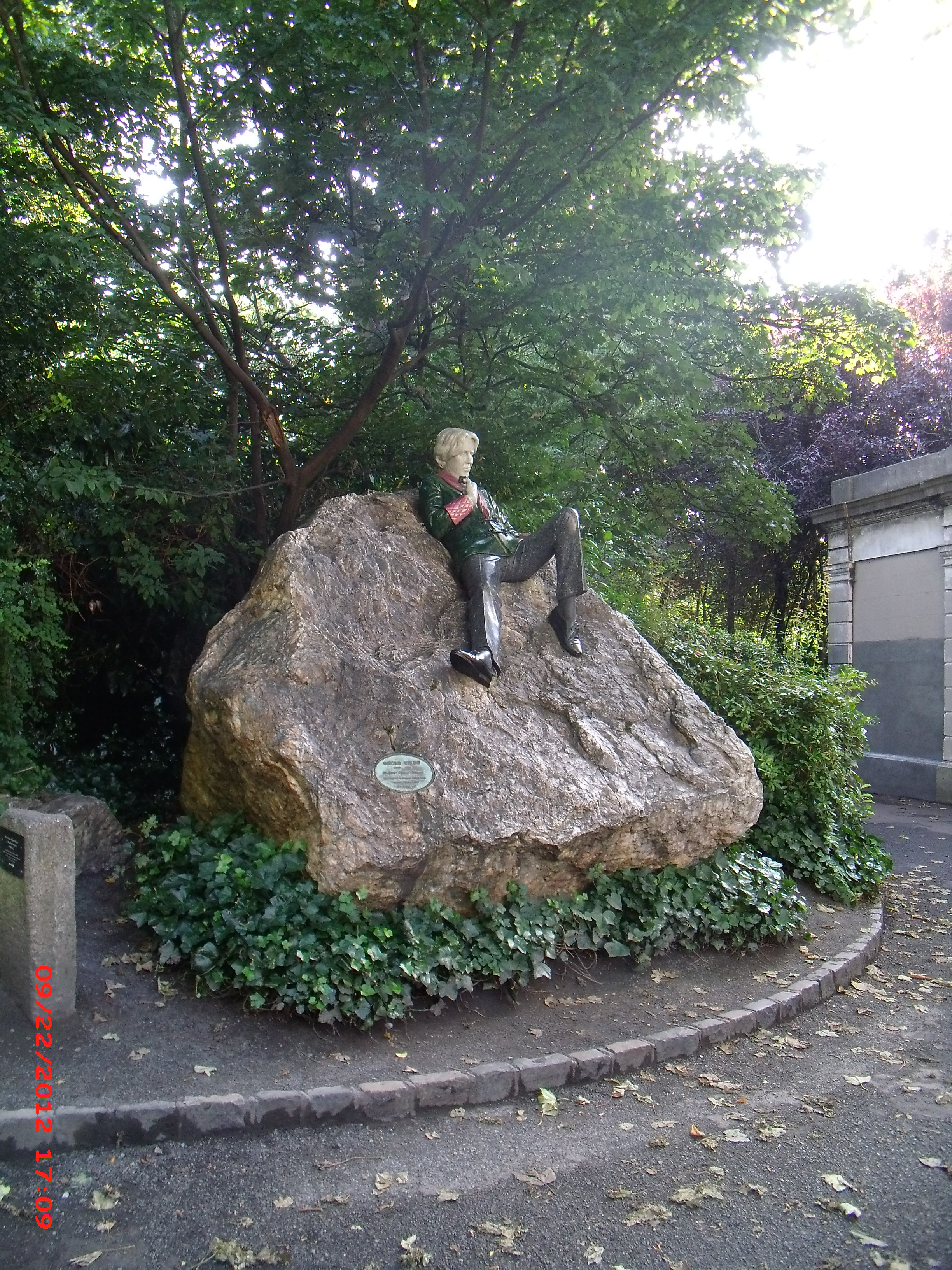
Mémorial à Oscar Wilde (Merrion Square, Dublin).

Oscar Wilde naît au 21 Westland Row à Dublin (aujourd'hui le siège de l'Oscar Wilde Centre (en), Trinity College). Il est le deuxième des trois enfants de Sir William Wilde et de Jane Francesca Elgee, de deux ans le cadet de son frère aîné William. À en croire Vyvyan Holland, fils cadet d'Oscar, le patronyme de Wilde est d'origine hollandaise, l'ancêtre le plus lointain dont on retrouva la trace étant un certain colonel De Wilde qui se serait enrôlé dans l'armée du roi Guillaume III au XVIIe siècle.
Sa mère ne se départit jamais sa vie durant de son soutien à la cause nationaliste irlandaise, bien qu'elle restât fidèle à la tradition anglicane de ses grands-pères, tous deux pasteurs. Elle s'enorgueillissait tout particulièrement de ses poésies nationalistes, dont elle avait commencé la composition en 1845, après la mort du journaliste et poète Thomas Davis, l'une des figures de proue des Jeunes Irlandais. Publiées sous le pseudonyme de Speranza dans le journal The Nation, l'organe de presse du mouvement cofondé par Davis, ces poésies jouissaient d'une certaine estime dans le milieu littéraire irlandais. W. B. Yeats lui-même ne manquait pas d'en faire l'éloge.
Les poèmes des Young Irelanders, que leur mère leur lit régulièrement, font, dès le plus jeune âge, partie intégrante de l'univers culturel dans lequel baignent les deux frères Oscar et Willie Wilde. Les peintures et les bustes antiques, qui ornent la maison familiale, témoignent, quant à eux, de l'engouement maternel pour la mode néo-classique de l'époque. L'influence de Jane Wilde sur Oscar ne se limite pas au cadre culturel dans lequel grandit son fils : elle ne cesse, dès qu'elle a perçu chez lui les prémices d'une vocation littéraire, de l'encourager et de la nourrir.
William Wilde est un médecin ophtalmologiste éminent (il soigne notamment la reine Victoria elle-même, Napoléon III ou le roi de Suède Oscar II qui tient à le remercier en devenant le parrain d'Oscar Wilde, d'où le prénom original donné à celui-ci. William Wilde anobli, devient « chevalier » en 1864 pour les services rendus comme conseiller médical et commissaire adjoint au recensement de l'Irlande. Il verse par ailleurs dans l'érudition locale et écrit plusieurs ouvrages traitant de l'archéologie et du folklore irlandais. Philanthrope reconnu, il ouvre un dispensaire à l'intention des pauvres de Dublin qui préfigure le Dublin Eye and Ear Hospital, situé de nos jours à Adelaide Road.
En 1855, la famille Wilde emménage au 1 Merrion Square, où Isola voit le jour deux ans plus tard. La nouvelle résidence, à la hauteur de la notoriété grandissante du couple, lui permet de tenir un salon pour recevoir l'élite culturelle et médicale de la ville. Ces réunions des samedis après-midi réunissent parfois jusqu'à cent invités, et comptent parmi leurs habitués des personnalités comme Sheridan Le Fanu, Charles Lever, George Petrie, Isaac Butt, William Rowan Hamilton et Samuel Ferguson.
Jusqu'à l'âge de neuf ans, Oscar Wilde est éduqué à domicile, sous la garde d'une bonne française et d'une gouvernante allemande. Il fréquente ensuite la Portora Royal School (en) à Enniskillen, dans le comté de Fermanagh, établissement qui se targuait d'être l'« Eton irlandais ». Pendant son adolescence, il passe l'essentiel de ses étés dans la villa familiale de Moytora, dans le comté de Mayo où il fréquente avec son frère le futur écrivain George Moore. Sa jeune sœur Isola meurt à neuf ans d'une méningite. Il lui a dédié le poème Requiescat.

### Études supérieures

#### Trinity College
Oscar Wilde quitte Portora avec une bourse royale pour le prestigieux Trinity College de Dublin, qu'il fréquente de 1871 à 1874, en compagnie de son frère, dont il partage la chambre. Il reçoit l'enseignement de R. Y. Tyrell, Arthur Palmer, Edward Dowden et surtout de son tuteur, le révérend John Pentland Mahaffy, vieil érudit qui éveille son intérêt pour la culture grecque antique et la passion des questions nobiliaires. Malgré des réserves tardives, Oscar Wilde tient encore, en 1893, Mahaffy pour son « premier et meilleur maître », celui qui « [lui] apprit à aimer les œuvres grecques ». De son côté Mahaffy se vante dans un premier temps d'avoir créé Oscar Wilde, puis dans un second temps, après les revers de fortune de son élève, déplore qu'il soit « la seule tache de [son] tutorat ». Les deux hommes entretiennent, à l'époque, une relation suffisamment étroite pour que Mahaffy choisisse de citer nommément son élève en exergue de son ouvrage Social life in Greece from Homer to Menander.
Cette découverte de l'hellénisme va, pour Oscar Wilde, de pair avec un approfondissement de ses conceptions esthétiques, qui commencent à se préciser. Outre les enseignements de Mahaffy, il subit pendant cette période l'influence des poètes et des peintres préraphaélites, en premier lieu de Dante Gabriel Rossetti et d'Algernon Swinburne, qui oriente ses lectures vers Baudelaire puis Walt Whitman. Sous l'effet de ces théories esthétiques, inséparables d'une conception plus générale et assez exigeante des rapports entre l'art et la vie, il commence à modeler le personnage d'esthète qui devait faire sa réputation.
Oscar Wilde devient également un membre actif de l'University Philosophical Society (en), une société de débats qui publie une feuille de chou. Remarqué pour ses activités parascolaires, il brille également sur le terrain plus proprement académique : premier de sa classe lors de sa première année, récipiendaire d'une bourse par concours la seconde, il remporte finalement la médaille d'or de Berkeley, la récompense suprême en grec de l'université, pour clore son cursus. Il était dans la logique du système universitaire britannique qu'un élève aussi brillant intégrât l'une des prestigieuses universités anglaises. Encouragé par Mahaffy, il postule pour une bourse spéciale du Magdalene College de l'université d'Oxford, qu'il remporte aisément.

#### Oxford

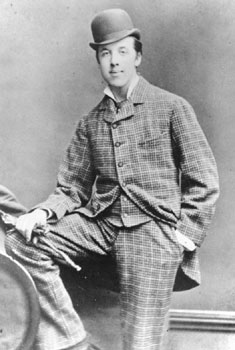
Oscar Wilde à Oxford.

Pendant sa scolarité à Oxford, Oscar Wilde gagna rapidement une certaine renommée parmi ses condisciples pour son esthétisme affiché et son rôle dans le mouvement décadent. Il portait les cheveux longs, méprisant ouvertement les sports virils, qui jouaient un rôle central dans la vie sociale des étudiants d'Oxford, bien qu'il pratiquât occasionnellement la boxe. Dans sa chambre, les plumes de paon, les fleurs de lys ou de tournesol côtoyaient des porcelaines de Chine bleues, des photographies du pape et des gravures de peintres préraphaélites. Il confia un jour à des amis qu'il lui était « chaque jour plus difficile de se montrer digne de [sa] porcelaine bleue » ; la phrase fit rapidement le tour du campus, reprise comme un slogan par les esthètes et utilisés contre eux par ceux qui l'érigeaient en symbole de leur vacuité. L'hostilité de certains étudiants contre ces excentriques qui se distinguaient par leurs poses languides et leurs costumes tape-à-l'œil pouvait parfois tourner à la provocation physique. Attaqué par un groupe de quatre jeunes gens, Oscar Wilde désarçonna un jour tous ces critiques en répondant seul du tac au tac à l'aide de ses poings.
Dès sa troisième année à Oxford, il avait définitivement posé les bases de son personnage de dandy et assis sa notoriété, qui reposait pour partie sur la distance désinvolte qu'il adoptait avec l'imposante institution qu'était l'université d'Oxford. Il fut ainsi exclu provisoirement, après avoir manqué le début des cours à l'issue d'un voyage en Grèce en compagnie de Mahaffy.
Plusieurs professeurs d'Oxford exercèrent une influence décisive sur sa trajectoire. Si Oscar Wilde ne fit pas la connaissance de Walter Pater avant sa troisième année, il avait été enthousiasmé par la lecture de ses Studies in the history of the Renaissance, publiées alors qu'il était encore étudiant à Trinity. Walter Pater considérait que la sensibilité esthétique de l'homme devait être cultivée avant toute chose, et accordait une attention toute particulière à l'expérience, dont la « splendeur » et la « terrible brièveté » exigeaient qu'elle mobilise la concentration de « tout notre être ». Des années plus tard, dans De Profundis, Oscar Wilde reconnut « l'influence si étrange » que l'ouvrage de Walter Pater avait eue sur sa vie. Il en connaissait des extraits par cœur et l'emporta avec lui en voyage jusque dans ses dernières années. Si Walter Pater lui donna son sens du dévouement à l'art, on peut créditer John Ruskin d'avoir donné un but à cet investissement esthétique.
La fin de son cycle oxonien fut couronnée de succès. Il sortit diplômé du Magdalene College en ayant obtenu les mentions les plus hautes (first class honours) dans ses deux matières principales après avoir remporté le prix de poésie de l'université d'Oxford, le prix Newdigate, exercice de style dont le thème imposé était cette année-là Ravenne. La ville ne lui était pas inconnue puisqu'il l'avait visitée l'année précédente. Ce prix assez prestigieux, doté de la somme confortable de 21 livres, donnait le droit à son récipiendaire de lire son poème lors de la cérémonie annuelle, mais lui assurait surtout une petite notoriété dans le monde des lettres.

### Carrière artistique et premiers succès

#### Débuts londoniens

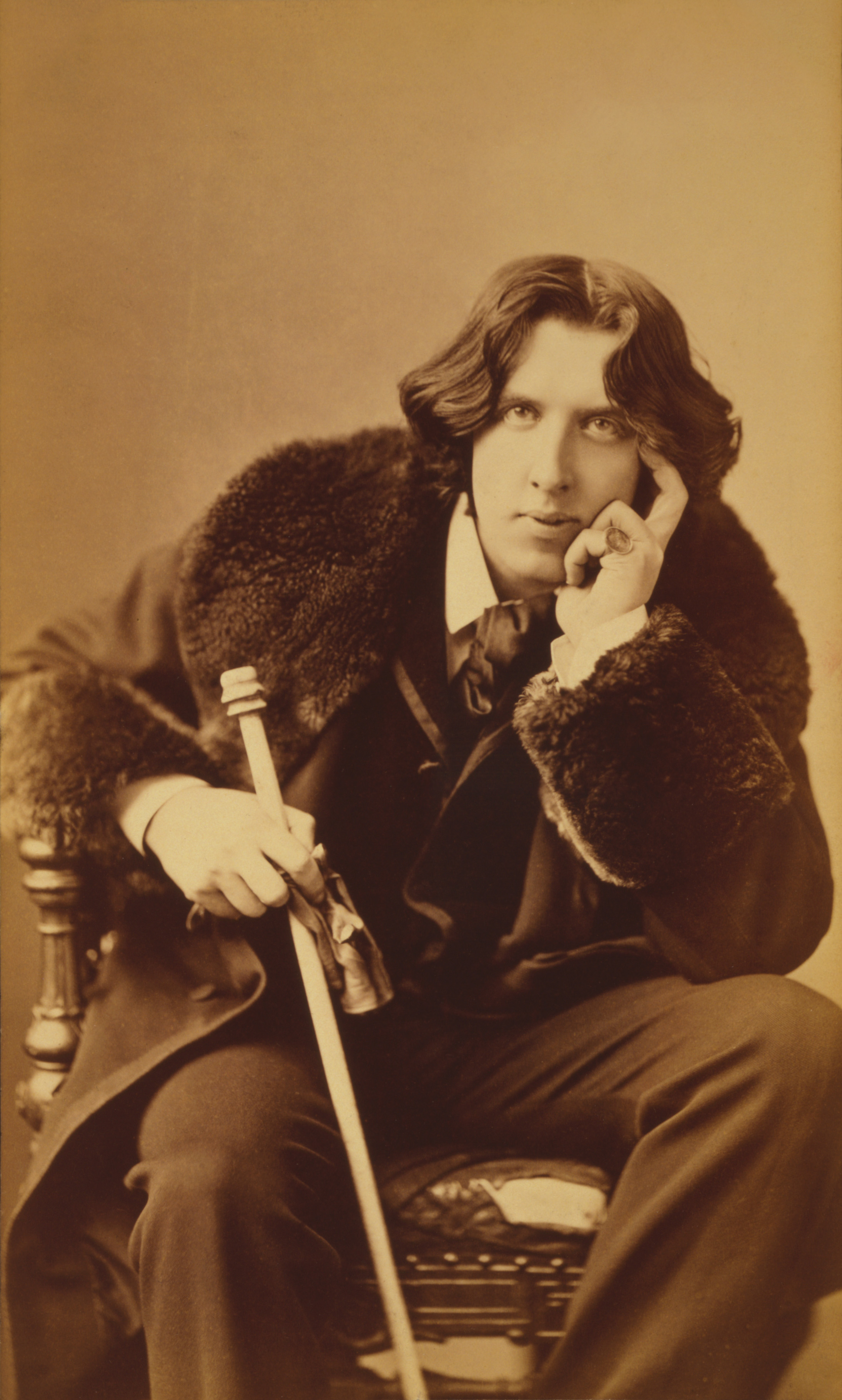
Oscar Wilde en 1882 par Napoléon Sarony.

Son diplôme en poche, Oscar Wilde retourna à Dublin, où il rencontra Florence Balcombe, dont il s'amouracha, mais la jeune femme se fiança à l'écrivain Bram Stoker, qu'elle épousa en 1878. Peu après avoir appris ses fiançailles, Oscar Wilde lui annonça son intention de « retourner en Angleterre, probablement pour de bon ». Incertain de la marche à suivre pour lancer sa carrière, il s'enquit d'abord auprès de plusieurs connaissances de positions libres à Oxbridge. Puis, profitant de la part d'héritage qu'il avait reçue de son père, il s'installa peu après, comme pensionnaire du peintre Frank Miles, d'abord près du Strand, puis à partir de 1880 au 1, Tite Street dans le quartier de Chelsea. La capitale paraissait être la rampe de lancement idéale pour un apprenti artiste ambitieux. Il put y profiter des relations dont Miles bénéficiait déjà dans le monde du théâtre londonien. Il devint proche des comédiennes Lillie Langtry et Ellen Terry, avant de devenir un intime de Sarah Bernhardt.
Bien qu'il se destinât avant tout à une carrière de critique d'art, ce fut par le biais de la poésie qu'il parvint à se faire un nom dans le monde littéraire de la capitale britannique. Dès son entrée à Trinity College, Oscar Wilde avait publié de la poésie dans de petites revues telles que Kottabos et le Dublin University Magazine (en). Inspiré par ses voyages en Grèce et en Italie, il n'avait depuis jamais cessé d'écrire, publiant occasionnellement dans des magazines. En 1881, un recueil titré Poems, publié « quasiment à compte d'auteur », réunit ses premières compositions et des œuvres jusqu'alors inédites. Il reçoit un bon accueil et l'écoulement rapide des 750 premiers exemplaires rend nécessaire une nouvelle édition l'année suivante.

#### Tournée nord-américaine
Bien qu'Oscar Wilde n'eût alors que peu produit, il profita pleinement de la notoriété de son cercle d'amis pour faire valoir ses qualités mondaines ; il était déjà une figure suffisamment célèbre pour que son style hors norme fît l'objet de caricatures dans la presse. Cette notoriété prit une nouvelle ampleur en 1881 lorsque Gilbert et Sullivan, deux compositeurs en vogue, s'inspirèrent directement d'Oscar Wilde pour l'un des personnages de leur nouvel opéra intitulé Patience. Lorsque la pièce fut produite aux États-Unis, on lui proposa une série de conférences visant à familiariser le public américain aux ressorts de l'esthétisme britannique. Il arriva aux États-Unis le 3 janvier 1882, précédé d'une réputation d'homme d'esprit. Il s'empressa de confirmer cette réputation devant la foule venue l'accueillir dès sa descente de bateau en répondant à un douanier qu'il n'avait rien d'autre à déclarer que son génie.

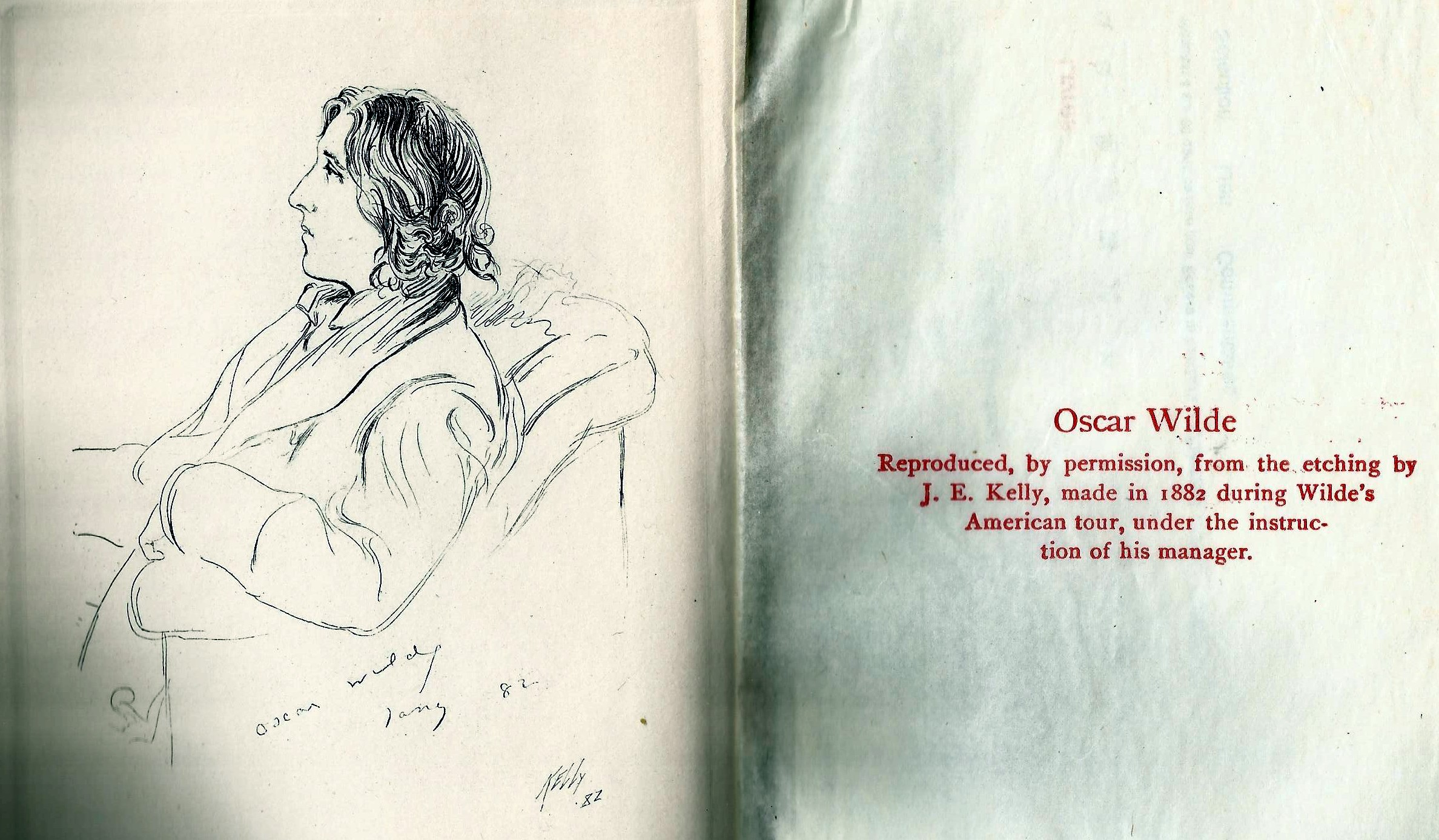
Scan d'un croquis d'Oscar Wilde et de son commentaire lors d'une tournée aux États-Unis en 1882 par J. E. Kelly. Édition de De Profundis par Putman's and sons, 1905.

Le succès fut au rendez-vous dans des proportions que les organisateurs n'avaient pas su prévoir : programmée initialement pour quatre mois, la tournée dura finalement plus d'un an, avec un crochet final par le Canada. Le séjour américain d'Oscar Wilde lui fut finalement extrêmement profitable. Ce détour transatlantique, autorisé à l'origine par la petite notoriété dont il jouissait à Londres, lui permit en retour de se parer d'une aura plus grande encore qui affermit considérablement sa position en Angleterre. D'un point de vue intellectuel, l'exercice difficile de la conférence publique et la diversité des auditoires auxquels il fut confronté, se produisant aussi bien dans les salons de la grande bourgeoisie que face à des parterres d'ouvriers, lui permit d'affuter sa pensée dans le domaine de l'esthétique. Ces nouveaux développements, inspirés de la lecture de Théophile Gautier, Baudelaire ou William Morris, nourrirent directement les premiers essais qu'il devait publier à son retour en Angleterre.

#### Parenthèse parisienne
À peine revenu à Londres, Oscar Wilde s'embarqua pour Paris, où il séjourna de février à la mi-mai 1883. Les revenus tirés de ses conférences et les gains qu'il attendait d'une pièce en cours d'écriture, La Duchesse de Padoue, lui permirent de revenir dans une ville qui avait déjà marqué son adolescence et était un des hauts lieux de la vie intellectuelle européenne. Il fit peu de temps après son arrivée la connaissance du jeune poète Robert Harborough Sherard, qui devait devenir son biographe. L'ascendance glorieuse de Robert Sherard, qui n'était autre que l'arrière-petit-fils du poète William Wordsworth, lui ouvrait les portes des plus illustres écrivains. Dans son sillage, Oscar Wilde put dîner chez Victor Hugo.
Son étape parisienne marqua un changement notable dans le style d'Oscar Wilde, qui entra alors, selon Daniel Salvatore Schiffer, dans sa « deuxième période esthétique ». Troquant ses tenues extravagantes contre des costumes toujours aussi soignés, mais plus sobres, il fit également couper ses fameux cheveux longs, qui lui valaient maints commentaires sarcastiques de la presse, pour une coupe qu'il qualifiait fièrement d'« à la Néron ». Paris marqua également sa rencontre avec le décadentisme français ; s'il fit la connaissance de Marcel Proust (qui avait douze ans), il fut néanmoins beaucoup plus marqué par sa rencontre avec Maurice Rollinat, avec lequel il s'entretint à plusieurs reprises. Les soirées organisées par le peintre Giuseppe De Nittis furent également l'occasion pour Oscar Wilde de côtoyer les peintres impressionnistes Edgar Degas et Camille Pissarro.

#### Mariage
Dès son retour en Angleterre, Oscar Wilde convie Constance Lloyd, la fille d'Horace Lloyd, un riche conseil de la Reine, au thé dominical donné par sa mère. À l'issue d'une cour assidue, il se fiance avec la jeune femme, le 26 novembre 1883, avant de l'épouser en grande pompe le 29 mai 1884, dans la très distinguée église St James, à Londres dans le quartier de Paddington. L'entreprise de séduction, savamment orchestrée, tombe à point nommé pour mettre fin aux rumeurs sur son homosexualité, qui se sont accentuées lors de son séjour français. De cette union naîtront deux enfants, Cyril et Vyvyan. Avant même son mariage, le jeune couple s'affiche assez ouvertement lors de la série de conférences sur ses « Impressions personnelles sur l'Amérique », « La mode » ou « La valeur de l'art dans la vie moderne » dans laquelle Oscar Wilde, à nouveau à court d'argent après son dispendieux séjour parisien, a été contraint de se lancer. Le conférencier ne tarit pas d'éloges sur sa nouvelle femme qui incarne à ses yeux l'essence même du modèle préraphaélite, et dont le caractère est trempé aux nouvelles idées féministes. Le 9 mai 1884, Oscar se rend, avec son frère et sa mère, chez Charles Carleton Massey, pour assister à la première réunion de la loge théosophique de l'Hermetic Society.
C'est vers cette époque que Beatrice Whistler fait sa caricature. Ce dessin aux lignes simples et fortes, montre la vivacité de son humour. Il est conservé à l'Hunterian Museum.
Les revenus annuels de Constance Lloyd s'élèvent à 250 livres, somme généreuse pour une jeune femme, mais qui est bien le moins qu'il faut à un chantre de l'esthétisme qui doit maintenant incarner les principes qu'il s'est fait profession d'enseigner aux autres. Le 16 Titre Street, qui doit abriter le jeune couple, est rénové à grand frais, consumant l'intégralité des 5 000 livres d'avance sur héritage que le grand-père de Constance lui avait consenti. La villa dont la décoration est confiée à l'architecte Edward William Godwin (en) accueille les trésors qu'Oscar Wilde a amassés, comme le bureau de travail de Thomas Carlyle.
Il devient rédacteur en chef de The Womans' World. En 1886, il rencontre Robert Ross qui devient son amant et sera plus tard son exécuteur testamentaire.

### Le Portrait de Dorian Gray
Publié dans sa première version le 20 juin 1890, Le Portrait de Dorian Gray (The Picture of Dorian Gray) est le produit d'une commande de l'éditeur américain J.M Stoddart pour sa revue, le Lippincott's Monthly Magazine (en). Il parait en volume, augmenté de six chapitres, l'année suivante aux États-Unis et en Angleterre et déclenche une tempête de protestations parmi les critiques anglais. La qualité littéraire du texte n'est certes pas mise en cause. À l'instar du Scots Observer, qui mène campagne contre le roman aux côtés du Daily Chronicle et de la St James's Gazette (en), la plupart des critiques reconnaissent à Wilde « de l'intelligence, de l'art et du style ». Ils lui reprochent en revanche de compromettre ses qualités en illustrant des thèmes qui portent atteinte à la morale publique. « Art travesti » que celui de Wilde, « car son intérêt est d'ordre médico-légal ; il travestit la nature, car son héros est un monstre ; il travestit la morale, car l'auteur ne dit pas assez explicitement qu'il ne préfère pas un itinéraire de monstrueuse iniquité à une vie droite, saine et sensée ».
Wilde n'est pas pour rien dans l'ampleur que prend la controverse. Il ne se dérobe pas face aux critiques et choisit de répondre avec vigueur à chacune des objections de ses détracteurs. Sa défense est pour lui l'occasion de mettre en lumière, et parfois même de préciser, les lignes du programme qu'il vient de développer dans son essai Le Critique comme artiste (1891). Elle tient dans l'affirmation de l'indépendance que l'art doit maintenir vis-à-vis de la morale, et plus généralement dans la supériorité de l'Esthétique sur l’Éthique.
En 1891, il rencontre Lord Alfred Douglas de Queensberry, s'en éprend et tous deux mènent une vie débridée en affichant en public leur homosexualité. Le père d'Alfred, John Douglas, 9e marquis de Queensberry et frère de Florence Dixie, désapprouve cette relation et provoque Wilde à plusieurs reprises. Cela entraîne le scandale Queensberry et un procès.

### Le scandale Queensberry

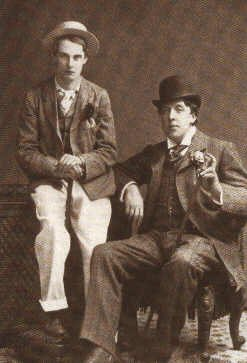
Lord Alfred Douglas, surnommé « Bosie », et Oscar Wilde.

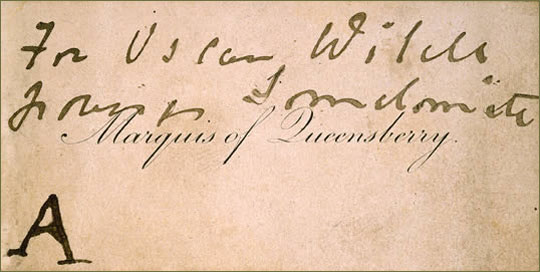
Carte du marquis de Queensberry remise à Oscar Wilde avec la mention manuscrite « For Oscar Wilde posing as Somdomite » en 1895.

Le marquis de Queensberry a demandé à Wilde de s'éloigner de son fils. Au début de 1895, il remet au portier du club Albermarle, l’un des clubs d’Oscar Wilde, sa carte de visite où il écrit :
« For Oscar Wilde posing as Somdomite »
 « Pour Oscar Wilde, s’affichant comme Somdomite [sic]. » (l'orthographe fautive du mot sodomite créa en anglais le mot somdomite)
Wilde décide alors de lui intenter un procès pour diffamation, qu'il perd. Le marquis se retourne contre Wilde.
Premier des procès intentés contre Wilde, il débute le 3 avril 1895. L'avocat de Queensberry, Edward Carson, s'y révèle un accusateur habile et coriace, et les joutes verbales opposant les deux hommes restent dans l'histoire. Wilde joue tout d'abord de son charme habituel, de son inégalable sens de la répartie, déclenchant l'hilarité du public, transformant par moments le tribunal en salle de théâtre. Mais il finit par se faire « piéger » pour un « bon mot » à propos de Walter Grainger, un jeune domestique de Lord Alfred Douglas à Oxford : Carson lui demandant s'il l'a jamais embrassé, Wilde répond « Oh non, jamais, jamais ! C’était un garçon singulièrement quelconque, malheureusement très laid, je l'ai plaint pour cela. » (« He was a particularly plain boy—unfortunately ugly—I pitied him for it »).

### Emprisonnement
Pressé par ses amis, Robert Ross en particulier, de s'exiler sur le continent, Oscar Wilde préfère attendre l'inéluctable. Daniel Salvatore Schiffer reprend l'explication de Yeats concernant cette attitude, citant les propos de Lady Wilde : « Si vous restez, et même si vous allez en prison, vous serez toujours mon fils [...]. Mais si vous partez, je ne vous adresserai jamais plus la parole ». Il est arrêté le 6 avril 1895 dans sa chambre no 118 du palace londonien Cadogan Hotel, puis, après deux autres procès l'opposant au Marquis de Queensberry et son conseil, Charles Russell de Littleworth Corner, il est condamné le 25 mai 1895 pour grossière indécence, en vertu d'une loi datant de 1885 interdisant l'homosexualité, à la peine maximale de deux ans de travaux forcés en 1895. Ses biens sont confisqués pour payer les frais de justice. Constance, sa femme, se réfugie avec ses fils en Suisse où elle subit une humiliation à Neuchâtel en juin 1895, un hôtelier la mettant dehors en raison de son nom scandaleux. Elle substitue alors au patronyme de ses fils celui de « Holland », qui correspond au deuxième prénom de son frère, Otho Holland Lloyd.
Après quatorze mois de travaux forcés et à la suite de son transfert de la prison de Reading, Wilde se voit accorder le privilège exceptionnel de la part du directeur de la prison de posséder un petit matériel d’écriture et reçoit la permission d’écrire à condition de remettre tous les soirs ses écrits, son papier et son stylo aux autorités pénitentiaires. Il n'écrira en prison que de la correspondance, et en particulier une longue lettre adressée à Alfred Douglas qui sera, après sa mort, publiée sous le titre De Profundis. Les travaux forcés et l'enfermement l'affecteront au point qu'il ne produira qu'une seule œuvre après sa libération, elle-même sur le thème de la prison : La Ballade de la geôle de Reading. Durant son incarcération, il continue de recevoir la visite de Robert Ross. Alfred Douglas est, quant à lui, poussé à l'exil en France et en Italie pendant plus de trois ans.

### Après sa libération de prison

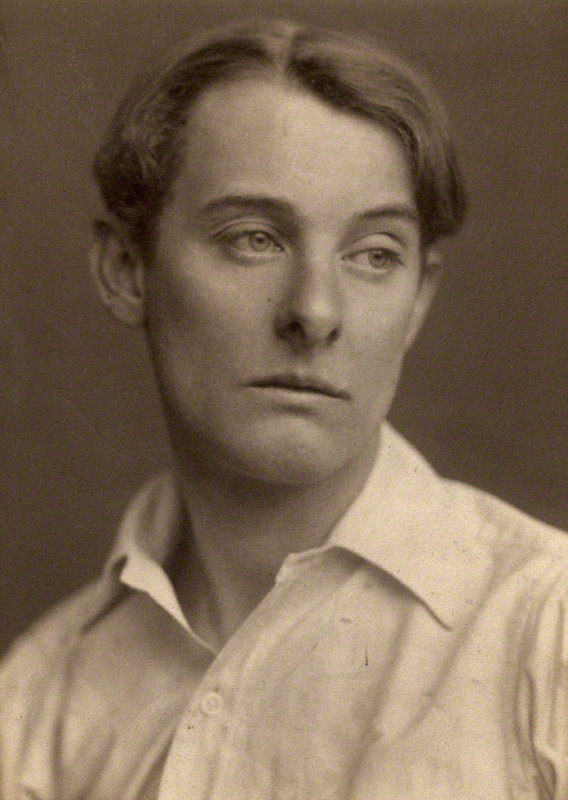
Alfred Douglas par George Charles Beresford (1903).

Sa libération, en 1897, est un grand moment de joie, Oscar Wilde s'exclame à de nombreuses reprises « Que le monde est beau » sur le quai de la gare, ce que ses amis lui reprochent puisqu'il lui est plus que nécessaire de se faire discret. Il souhaite devenir catholique, à la suite de sa conversion spirituelle que lui a coûté la prison, et désire se retirer un an dans un monastère. Les Jésuites qu'il sollicite refusent d'accueillir un tel membre et lui conseillent d'attendre encore un an ou deux. Il quitte alors l'Angleterre pour la France, où il demeure quelque temps à Berneval, près de Dieppe en Normandie, sous le nom de Sébastien Melmoth, en référence au roman Melmoth, l'homme errant (Melmoth the Wanderer 1820) de Charles Robert Maturin, un des romans fondateurs du courant gothique en littérature, et du martyr Sébastien, personnage qui le fascine. Maturin était par ailleurs le grand-oncle de Wilde. Il vit sous la tutelle de Robert Ross, qui s'étonne de le voir se comporter tel un enfant. En effet, Wilde est très dépensier alors même que ses ressources se sont taries. Traumatisé par son expérience de la prison, il semble avoir plus que besoin d'une présence à ses côtés, alors que Ross doit retourner à Londres pour affaires. Il s'étonne des réticences de Constance à le rejoindre. Or cette dernière est, non seulement très éprouvée, mais combat en plus la maladie. Extrêmement déçu, Wilde reçoit un billet de Lord Alfred Douglas et désire ardemment le retrouver malgré les avertissements de Ross et les menaces de Constance de lui couper les vivres. Vraisemblablement, Bosie n'a pas lu De Profundis, qui lui était pourtant originellement destiné, encore que cela fasse débat entre Ross qui devait le lui remettre, et Alfred Douglas qui assure encore dans son autobiographie ne l'avoir jamais eu en main. Finalement, une rencontre à Rouen, le 28 août, leur fait retrouver la vie commune. Et, après être passés par Paris afin d'obtenir les fonds nécessaires, généreusement offerts par O'Sullivan, les deux amants partent pour Naples en septembre 1897. Ils mènent un train de vie très confortable, compte tenu de leurs revenus communs. Toutefois, lorsque Constance apprend la situation, elle met sa menace à exécution, et le couple s'enfonce alors dans le besoin.

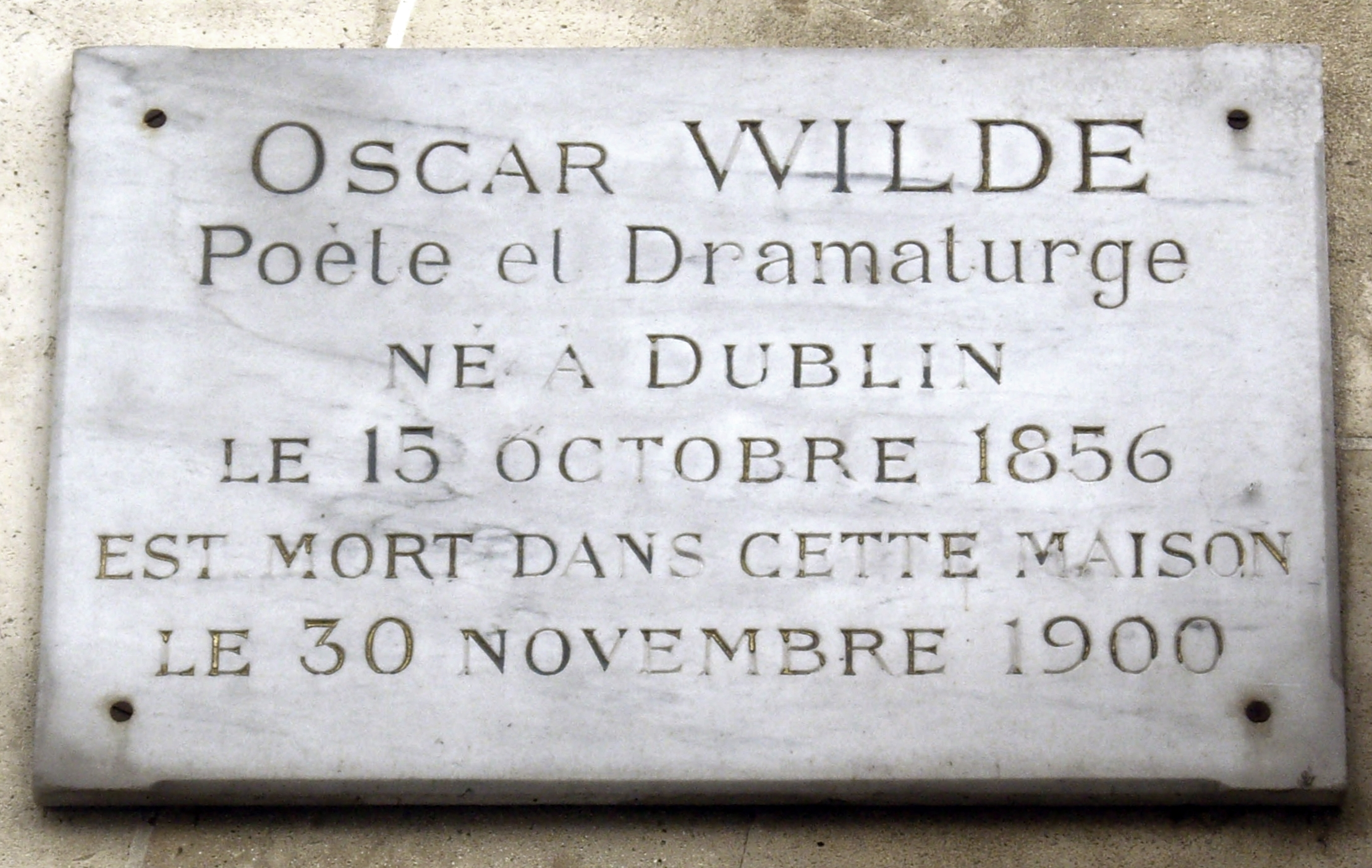
Plaque mentionnant le dernier séjour de Wilde au 13, rue des Beaux-Arts, avec une erreur de deux ans de retard dans son année de naissance.

Oisif, Wilde sort avec ses amis ou fréquente de jeunes prostitués à Paris. Commence alors une période de déchéance dont il ne sortira pas. Malgré l'aide de ses amis qui lui prêtent de l'argent (ses revenus littéraires étant devenus insuffisants), notamment André Gide et Robert Ross, il finit ses jours dans la solitude et la misère. Oscar Wilde meurt probablement d'une méningite, âgé de 46 ans, en exil volontaire à Paris, le 30 novembre 1900 au 13 rue des Beaux-Arts. Plusieurs causes de cette mort ont été données par ses biographes : méningite consécutive à une syphilis chronique (il n'en a jamais montré de symptômes) ; consécutive à une opération chirurgicale, peut-être une mastoïdeectomie selon Merlin Holland, unique petit-fils d'Oscar Wilde ; les médecins de Wilde, le Dr Paul Cleiss et Tucker A'Court, pensent que cette inflammation des méninges est la conséquence d'une « ancienne suppuration de l'oreille droite d'ailleurs en traitement depuis plusieurs années ».

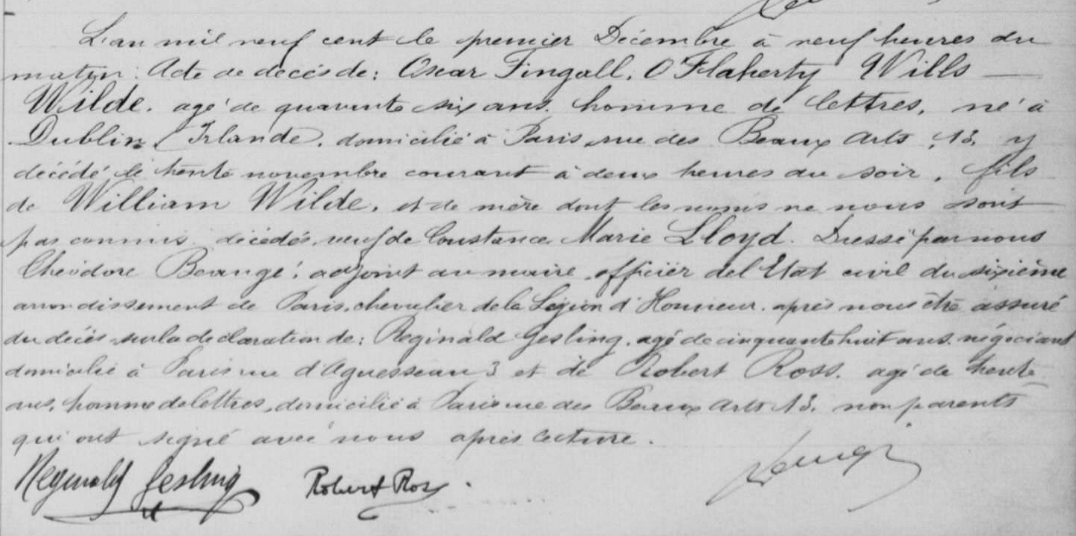
Acte de décès d'Oscar Wilde, avec méconnaissance de sa filiation maternelle.

Le 28 octobre 1900, il s'était converti au catholicisme. À cette occasion, la tradition voulant que l'on offre une coupe de champagne à un adulte qui se convertissait, il aurait eu ce mot: « Je meurs comme j'ai vécu, largement au-dessus de mes moyens. » Ses derniers mots, dans une chambre d'hôtel au décor miteux (Hôtel d'Alsace, 13 rue des Beaux-Arts à Paris, devenu aujourd’hui L'Hôtel), auraient été : « Mon papier peint et moi menons un duel à mort. L'un de nous doit partir. » Guy-Louis Duboucheron, propriétaire de L'Hôtel, Jacques de Ricaumont et Maria Pia de Savoie présidente de l'Association des amis d'Oscar Wilde, ont créé le prix Oscar-Wilde remis par le Cercle Oscar-Wilde lors de la réouverture de l'établissement en 2000. Le premier prix a été attribué à Frédéric Mitterrand pour son livre Un jour dans le siècle,.
Après un enterrement de « sixième classe » (le dernier avant la fosse commune) et une inhumation au cimetière de Bagneux, ses restes sont transférés, en 1909, au cimetière du Père-Lachaise, division 89, à Paris. Son tombeau surmonté d’un monument s'inspirant d'un taureau ailé assyrien, conservé au British Museum et dont le visage est celui du dramaturge (allusion au poème La Sphinx de Wilde), a été sculpté par l'artiste expressionniste Sir Jacob Epstein de 1911 à 1914.

## Conceptions esthétiques
En ces dernières décennies du XIXe siècle, Oscar Wilde incarne une nouvelle sensibilité qui apparaît en réaction contre le positivisme et le naturalisme. 

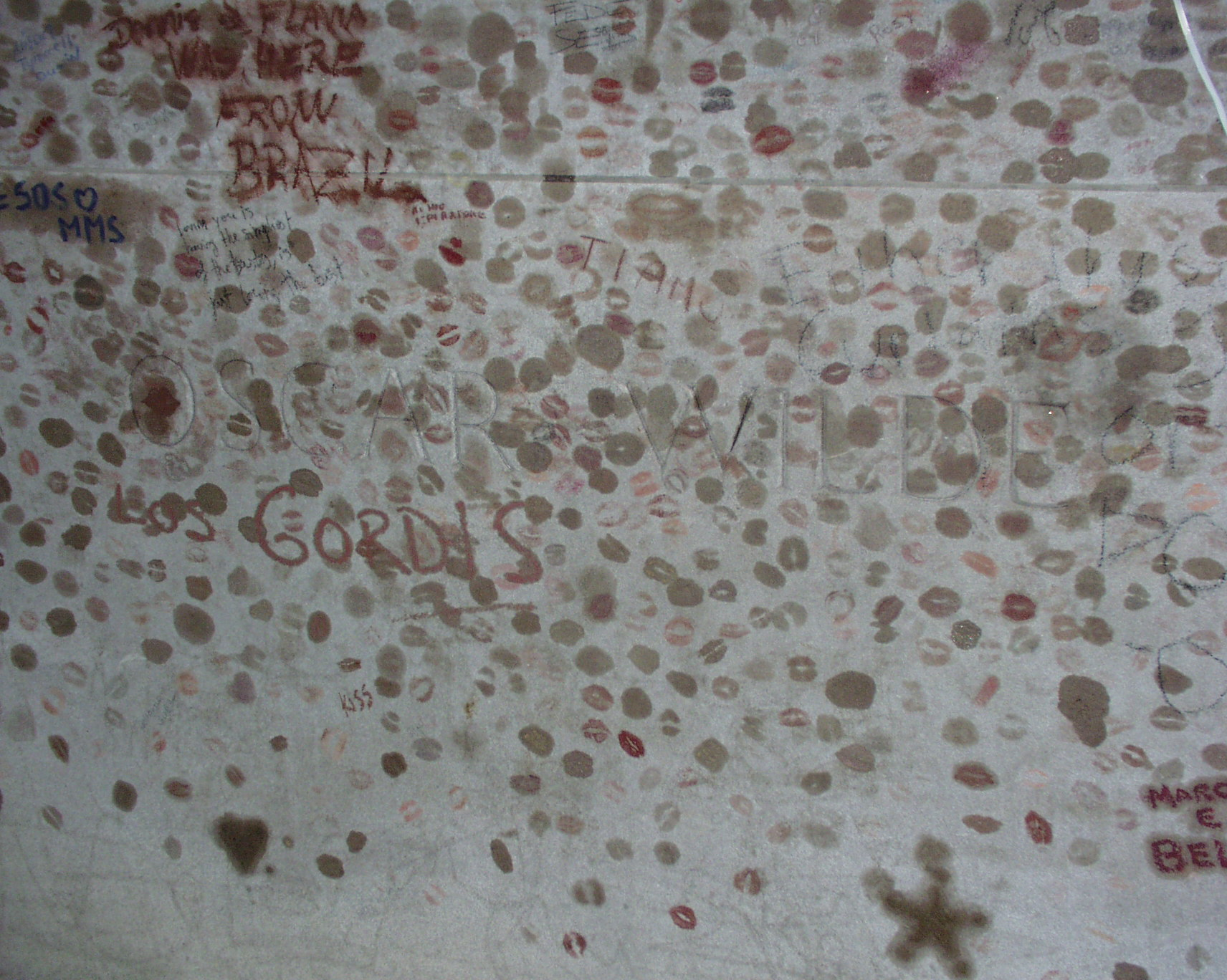
Vitre plastique protégeant sa tombe recouverte de nombreuses traces de rouge à lèvres laissées par des fans.

Dans sa préface au Portrait de Dorian Gray, il défend la séparation de l'esthétique et de l'éthique, du beau et du moral :

« The artist is the creator of beautiful things. […] There is no such thing as a moral or an immoral book. Books are well written, or badly written. That is all. […] No artist desires to prove anything. Even things that are true can be proved. […] All art is quite useless. »

« L'artiste est le créateur de belles choses. […] il n'y a pas de livre moral ou immoral. Les livres sont bien ou mal écrits. Voilà tout. […] Aucun artiste ne désire prouver quoi que ce soit. Même les choses vraies peuvent être prouvées. […] Tout art est complètement inutile. »

Vivian, le porte-parole de Wilde dans Le Déclin du mensonge, s'oppose clairement au mimétisme en littérature qu'implique le réalisme. Selon lui, « la vérité est entièrement et absolument une affaire de style » ; en aucun cas l'art ne doit se faire le reflet de « l’humeur du temps, de l’esprit de l’époque, des conditions morales et sociales qui l’entourent. » Wilde contestait d'ailleurs la classification d'Honoré de Balzac, dans la catégorie des réalistes : « Balzac n'est pas plus un réaliste que ne l'était Holbein. Il créait la vie, il ne la copiait pas ». Il ne cachait d'ailleurs pas son admiration pour Balzac, en particulier pour Illusions perdues, Le Père Goriot et surtout pour le personnage de Lucien de Rubempré dont il disait « Une des plus grandes tragédies de ma vie est la mort de Lucien de Rubempré. C'est un chagrin qui ne me quitte jamais vraiment. Cela me tourmente dans les moments de ma vie les plus agréables. Cela me revient en mémoire si je ris ».
Dans The Critic as Artist (Le Critique en tant qu'artiste), Wilde s'oppose à une critique littéraire positiviste, qui voit dans l'objectivité le seul salut de la critique. Le critique, selon Wilde, ne doit considérer l'œuvre littéraire que comme « un point de départ pour une nouvelle création », et non pas tenter d'en révéler, par l'analyse, un hypothétique sens caché. Selon lui, la critique n'est pas affaire d'objectivité, bien au contraire: « le vrai critique n'est ni impartial, ni sincère, ni rationnel ». La critique elle-même doit se faire œuvre d'art, et ne peut dès lors se réaliser que dans le subjectif ; à cet égard, dit Wilde, la critique est la « forme la plus pure de l'expression personnelle ». La critique ne peut caractériser l'art aux moyens de canons prétendument objectifs ; elle doit bien plutôt en montrer la singularité.
La théorie critique de Wilde a été très influencée par les œuvres de Walter Pater. Il reconnaîtra dans De profundis que le livre de Pater Studies in the History of the Renaissance a eu « une si étrange influence sur [sa] vie ».
Dans Le Portrait de M. W. H., Wilde raconte l'histoire d'un jeune homme qui, en vue de faire triompher sa théorie sur les sonnets de Shakespeare, va se servir d'un faux, puis décrit la fascination qu'exerce cette démarche sur d'autres personnages. Le fait que la théorie ne soit pas d'office disqualifiée, dans l'esprit du narrateur, par l'usage d'un faux, va de pair avec l'idée qu'il n'y a pas de vérité en soi de l'œuvre d'art, et que toute lecture, car subjective, peut ou doit donner lieu à une nouvelle interprétation.

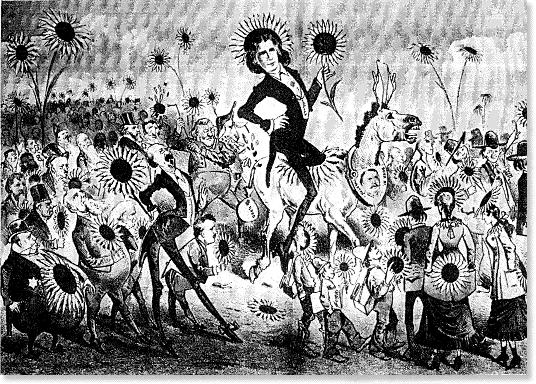
Caricature par Keller lors de la visite d'Oscar Wilde à San Francisco.

On pourrait distinguer deux esthétiques correspondant aux deux périodes marquantes, bien qu'inégalement longues, de la vie littéraire de Wilde. La première, décrite ci-dessus, pourrait se résumer à l'éloge de la superficialité. L'intuition de Wilde, fortement influencée par les écrivains français de son temps qu'il lisait dans le texte, était que dans la forme même, gît le sens et le secret de tout art. Dans Le Portrait de Dorian Gray, il fait dire à Lord Henry : « Seuls les gens superficiels ne jugent pas sur les apparences ». Son écriture d'ailleurs correspond exactement à ses conceptions : se refusant aux descriptions naturalistes, il se contente de poser une ambiance en égrenant quelques détails : la couleur d'un rideau, la présence d'un vase, le passage d'une abeille près d'une orchidée. La deuxième période, celle de la prison et de la déchéance prend l'exact contre-pied théorique : dans son De Profundis, Wilde répète comme une litanie pénitentiaire ce refrain : « Le crime, c’est d'être superficiel ». On assiste dans cette œuvre, ainsi que dans l'autre production de cette période, dans la vie de Wilde, La Ballade de la geôle de Reading, à la reprise de formes d'écriture, comme la ballade, qui sont plus traditionnelles, jouant plus sur la répétition et l'approfondissement que sur la légèreté et l'effet de contraste.
La deuxième esthétique ne s'inscrit pas en faux envers la première : l'œil averti trouvera qu'elle la révèle. Le masque du Dandy et l'affectation de superficialité, chez un esprit aussi puissant et cultivé que Wilde, étaient la marque d'une volonté de dissimuler des conflits sous-jacents. L'éloge wildien n'était pas un éloge de la superficialité, ce qu'il révèlera lui-même lorsqu'il déchut de son statut de « lion » (au XIXe siècle, on appelait lion les personnes en vue dans les salons anglais) pour tomber en celui de réprouvé.

## Œuvres

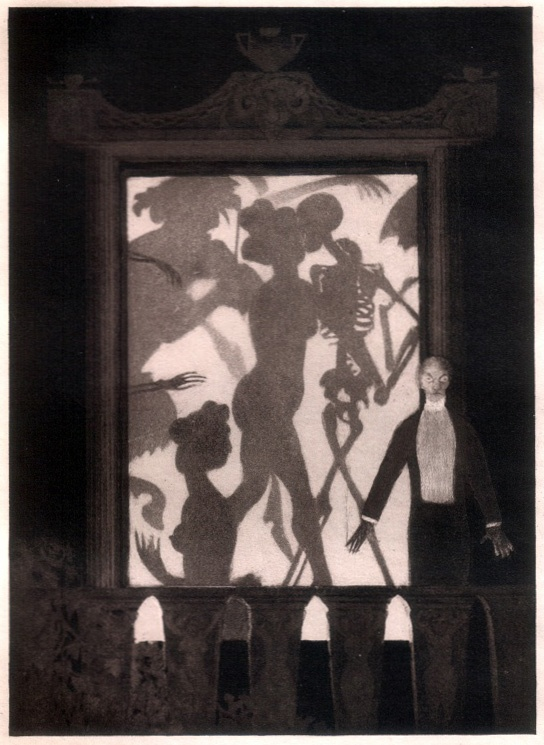
Une illustration faite par Althea Gyles du poème de The Harlot's House.

### Poésie
- Ravenna (1878), poème pour lequel lui est attribué le prix Newdigate
- Poems (1881)
- Poèmes en prose (1894), publiés dans The Fortnightly Review
- The Sphinge (1894), court texte lyrique généralement associé avec poèmes en prose
- La Ballade de la geôle de Reading (The Ballad of Reading Gaol), long poème écrit en 1897 après sa libération et décrivant les derniers moments d'un condamné à mort, traduit en français par Henry-D. Davray (Mercure de France, 1898) ; Wilde l'offrit à Octave Mirbeau (no 237 du catalogue de la vente de la bibliothèque de Sacha Guitry, 25 mars 1976 - arch. pers.)

### Théâtre
- Véra, ou Les Nihilistes (1880), pièce retirée de l'affiche la veille de la première
- La Duchesse de Padoue (The Duchess of Padua) (1883), première pièce de théâtre tirée à douze exemplaires en 1883, elle fut représentée pour la première fois à New York en 1891
- L'Éventail de Lady Windermere (Lady Windermere's Fan), jouée pour la première fois en février 1892, publiée en 1893
- Salomé (1893), pièce écrite en français pour Sarah Bernhardt ; traduite en anglais par Lord Alfred Douglas, illustrée par Aubrey Beardsley (1894) (disponible sur Wikisource), ou par Alastair
- Une femme sans importance (A Woman of No Importance) (1894)
- L'Importance d'être Constant (The Importance of Being Earnest) (1895)
- Un mari idéal (An Ideal Husband) (1895)
- La Sainte Courtisane, pièce écrite en français qui ne fut publiée qu'en 1908, mais dont on pense qu'elle a été écrite en 1893
- Une tragédie florentine (A Florentine Tragedy), pièce parue après la mort de Wilde en 1908

### Romans et nouvelles
- Le Fantôme de Canterville et autres nouvelles (Lord Arthur Savile's Crime and Other Stories)
  - Le Fantôme de Canterville (The Canterville Ghost) (1887) : aussi publié dans The Court And Society Review (disponible sur Wikisource)
  - Le Crime de Lord Arthur Savile (Lord Arthur Savile's Crime) (1887) : aussi publié dans The Court And Society Review (disponible sur Wikisource)
  - Le Modèle millionnaire (The Model Millionaire) (1887) : aussi publié dans The World
  - Un sphinx sans secret (The Sphinx Without a Secret) (1894)
- Le Prince heureux et autres contes (The Happy Prince and Other Stories) (1888)
- Le Portrait de Mr. W. H. (The Portrait of M. W. H.) (1889) (disponible sur Wikisource)
- Le Portrait de Dorian Gray (The Picture of Dorian Gray) (1891) (disponible sur Wikisource)
- Une maison de grenades (A House of Pomegranates) (1891) : second recueil de contes
- Teleny. Étude physiologique (Teleny or The Reverse of the Medal) (Paris, et Cosmopolis (Leonard Smithers), Londres, 1893)

### Essais
- La Vérité des masques sur Shakespeare (1886)
- La Ballade de la geôle de Reading : in memoriam C. T. W. jadis cavalier de la Garde royale obiit en la prison de sa Majesté, Reading, Berkshire, le 07 juillet 1896 (traduit de l’anglais par Bernard Pautrat, édition bilingue), Paris, Allia, 1998, 6e éd., 64 p. (ISBN 979-10-304-1045-7)
- Le Déclin du mensonge : une observation (trad. de l'anglais par Hugues Rebell), Paris, Allia, 1997, 4e éd., 80 p. (ISBN 2-911188-38-1, lire en ligne)
- Trois volumes constituent son œuvre critique intégrale :
  - Essais de littérature et d'esthétique
  - Nouveaux Essais de littérature et d'esthétique (1886-1887)
  - Derniers Essais de littérature et d'esthétique (1887-1890)

et aussi :
- Intentions (1891, trad. 1905), recueil d'essais contenant Le Déclin du mensonge; Le Critique comme artiste et La Vérité des masques
- L'Âme de l'homme sous le socialisme (The Soul of Man under Socialism), court essai publié en 1891 et défendant une vision individualiste libertaire dans un monde socialiste; il a été republié en 2010 par les éditions Aux Forges de Vulcain sous le titre L'Âme humaine et le socialisme
- Sententiae, suivi de Phrases et philosophies à l'usage de la jeunesse et de Quelques maximes pour l'instruction des gens trop cultivés (Voix d'encre, 2017)
  - voir différentes éditions sur Gallica

### Autres publications
- De Profundis écrit en prison (1897), version expurgée (1905), version intégrale corrigée (1962)
- The Letters of Oscar Wilde (1960)
- Epistola in Carcere et Vinculis ~ De Profundis (1905)

### Anthologie parue en français
- Aristote à l'heure du thé et autres essais, traduction de Charles Dantzig, éditions 10/18 (1999)

## Filmographie

### Films inspirés de sa vie
- Oscar Wilde (Oscar Wilde) de Gregory Ratoff (1960) avec Robert Morley ;
- Les Procès d'Oscar Wilde de Ken Hughes (1960) avec Peter Finch ;
- Oscar Wilde (Wilde) de Brian Gilbert (1997) avec Stephen Fry ;
- Le Procès d'Oscar Wilde de Christian Merlhiot (France, 2010) avec Nasri Sayegh ;
- The Happy Prince de Rupert Everett (coproduction européenne, 2018) avec Rupert Everett ;

### Films inspirés de son œuvre
- L'Éventail de Lady Windermere (Lady Windermere's Fan) d'Ernst Lubitsch (1925) ;
- Une femme sans importance de Jean Choux (1937) ;
- Le Fantôme de Canterville (The Canterville Ghost) de Jules Dassin (1944) ;
- Le Portrait de Dorian Gray (The Picture of Dorian Gray) d'Albert Lewin (1945) ;
- Un mari idéal (An Ideal Husband) d'Alexander Korda (1947) ;
- L'Éventail de Lady Windermere (The Fan) d'Otto Preminger (1949) ;
- Il importe d'être Constant (The Importance of Being Earnest) d'Anthony Asquith (1952) avec Michael Redgrave ;
- Un mari idéal (An Ideal Husband) d'Oliver Parker (1999) avec Rupert Everett et Cate Blanchett ;
- L'Importance d'être Constant (The Importance of Being Earnest) d'Oliver Parker (1999) avec Rupert Everett et Colin Firth ;
- Le Portrait de Dorian Gray d'Oliver Parker (2009) ;
- Le fantôme de Canterville de Yann Samuell (2016);
- The Happy Prince de Rupert Everett (2018).

## Adaptations musicales et théâtrales
Plusieurs opéras et ballets ont été composés sur des livrets traduisant ou adaptant des pièces de théâtre d'Oscar Wilde, parmi lesquels on peut citer :
- Salomé, opéra de Richard Strauss sur un livret de Hedwig Lachmann, créé le 9 décembre 1905 au Hofoper de Dresde ;
- Salomé, opéra d'Antoine Mariotte composé à la même époque, créé le 30 octobre 1910 au Grand-Théâtre de Lyon ;
- La Tragédie de Salomé, op. 50, ballet de Florent Schmitt sur un livret de Robert d'Humières, créé le 9 novembre 1907 au Théâtre des Arts de Paris ;
- Eine florentinische Tragödie, opéra d'Alexander von Zemlinsky, sur un livret du compositeur d'après A florentine tragedy traduite en allemand par Max Meyerfeld, créé le 30 janvier 1917 au Hoftheater de Stuttgart ;
- Der Zwerg (« Le Nain », parfois traduit en français sous le titre « L'anniversaire de l'infante »), opéra d'Alexander von Zemlinsky sur un livret de George Klaren, d'après la nouvelle The Birthday of the Infanta, créé le 28 mai 1922 au Staatstheater de Cologne ;
- Le Fantôme de Canterville, opéra d'Heinrich Sutermeister composé en 1963 ;
- C.3.3., pièce de Robert Badinter, mise en scène de Jorge Lavelli, Théâtre national de la Colline, texte publié par Actes Sud en 1995  (ISBN 978-2-7427-0392-0) ;
- Rose : rot. Nachtigall : tot (Rose : rouge. Rossignol : mort) opéra de chambre de Julian Lembke, sur un livret de Andreas Bisowski d'après la nouvelle The Nightingale and the Rose, créé en 2011[73] ;
- Wild Grey, comédie musicale sud-coréenne de la librettiste et parolière Ji-hyun Lee et du compositeur Yong-beom Wang inspirée de la vie d'Oscar Wilde, créée en 2021...

## Romans où Wilde apparaît comme personnage
- André Gide, Si le grain ne meurt, 1924
- Thomas Day, L'Instinct de l'équarrisseur : Vie et Mort de Sherlock Holmes, Paris, éditions Mnémos, 2002 (ISBN 978-2-911618-77-2)
- Gyles Brandreth, Oscar Wilde et le meurtre aux chandelles [« Oscar Wilde and the Candlelight Murders »], Paris, éditions 10/18, 2008 (ISBN 978-2-264-04649-9)
- Gyles Brandreth, Oscar Wilde et le jeu de la mort [« Oscar Wilde and the Ring of Death »], Paris, éditions 10/18, 2009 (ISBN 978-2-264-04650-5)
- Gyles Brandreth, Oscar Wilde et le cadavre souriant [« Oscar Wilde and the Dead Man's Smile »], Paris, éditions 10/18, 2010 (ISBN 978-2-264-04651-2)
- Gyles Brandreth, Oscar Wilde et le nid de vipères [« Oscar Wilde and the Nest of Vipers »], Paris, éditions 10/18, 2011 (ISBN 978-2-264-05124-0)
- Gyles Brandreth, Oscar Wilde et les crimes du Vatican [« Oscar Wilde and the Vatican murders »], Paris, éditions 10/18, 2012 (ISBN 978-2-264-05125-7)
- Jean-Luc Aubarbier, Le Complot De L'Aube Dorée, Bernay, City thriller, 2018 (ISBN 978-2-8246-1142-6)
- Tom Crewe, La Vie nouvelle [« The new Life »], Paris, Christian Bourgois, 2023 (ISBN 978-2-267-05072-1)[74]

## Galerie

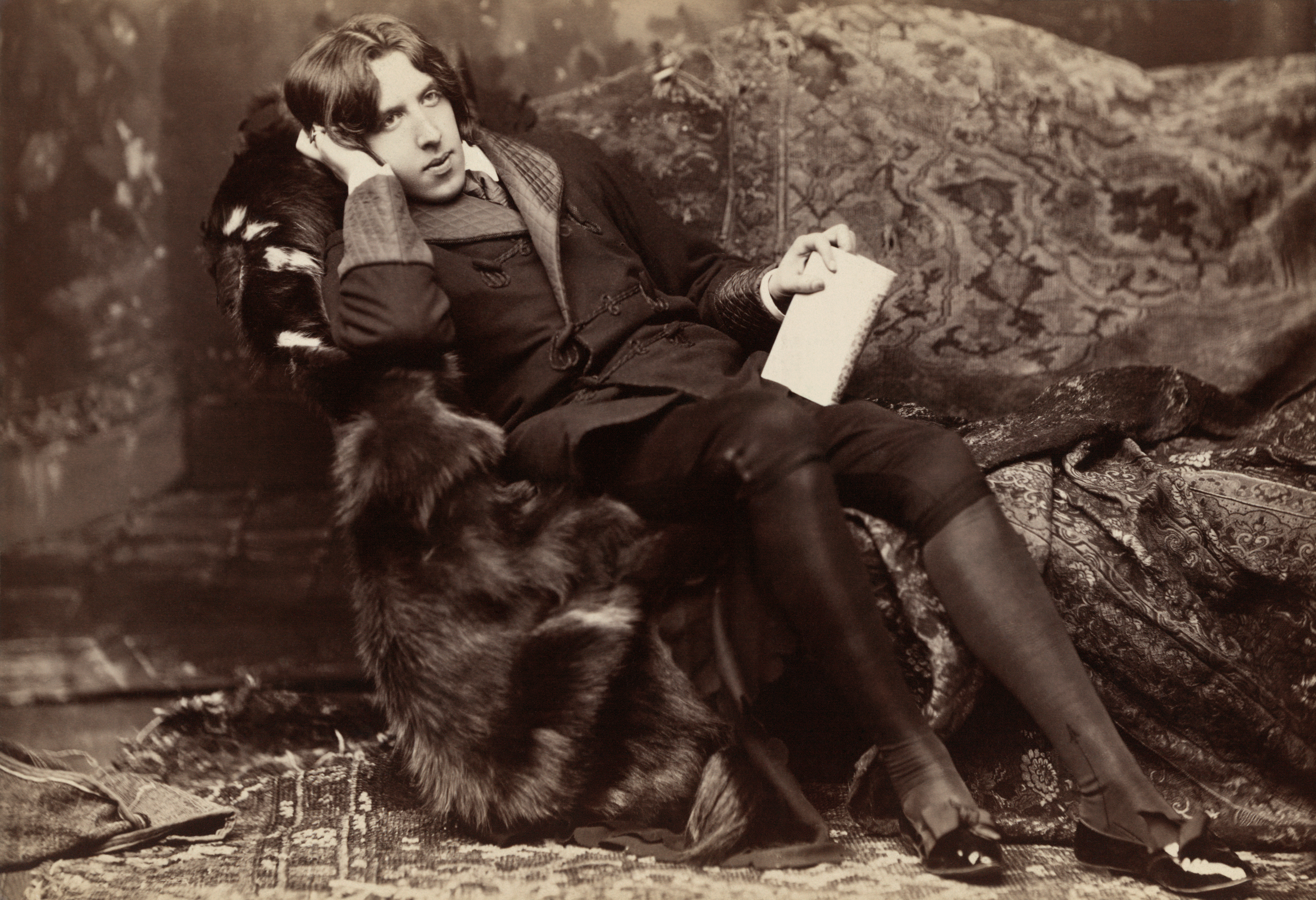
Oscar Wilde à New York, 1882, par Napoléon Sarony.
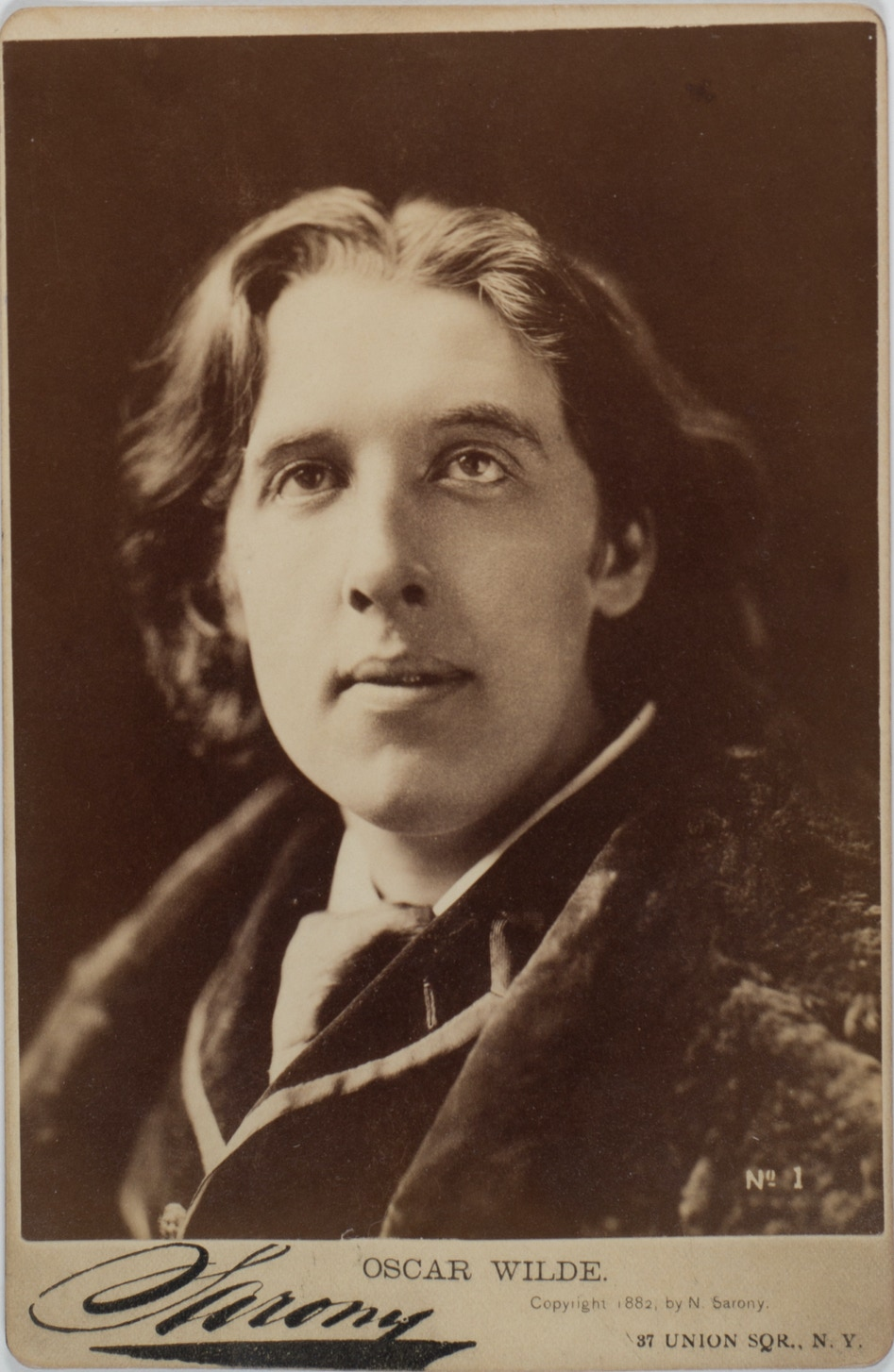
Oscar Wilde à New York, 1882, par Napoléon Sarony.
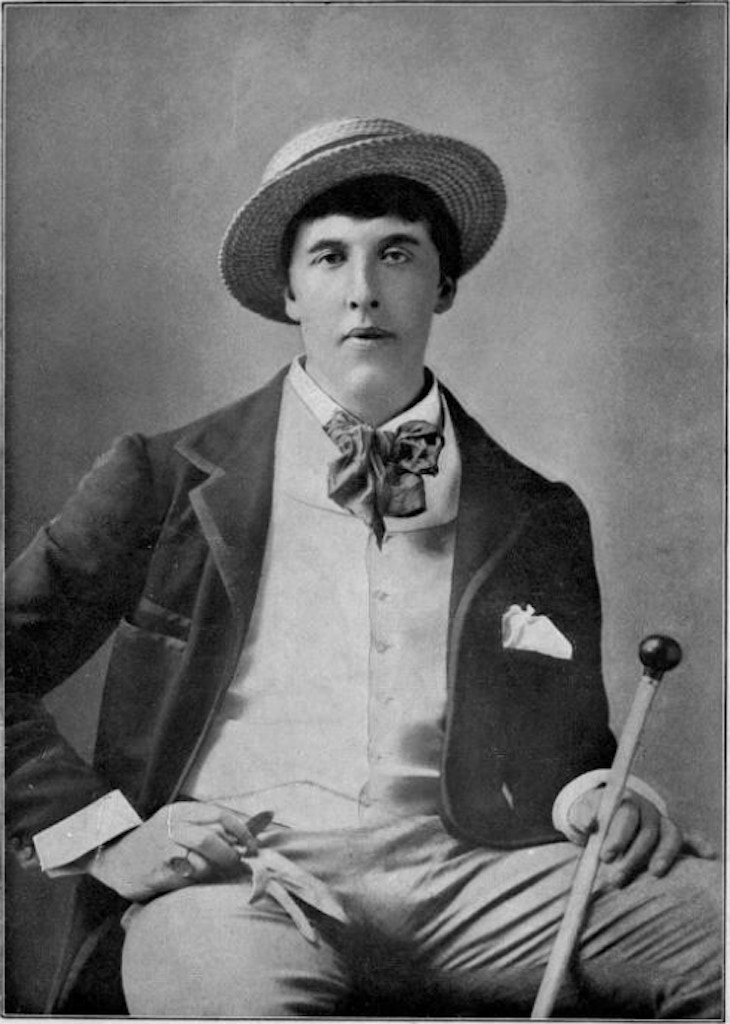
Oscar Wilde à New York, 1883, par Napoléon Sarony.
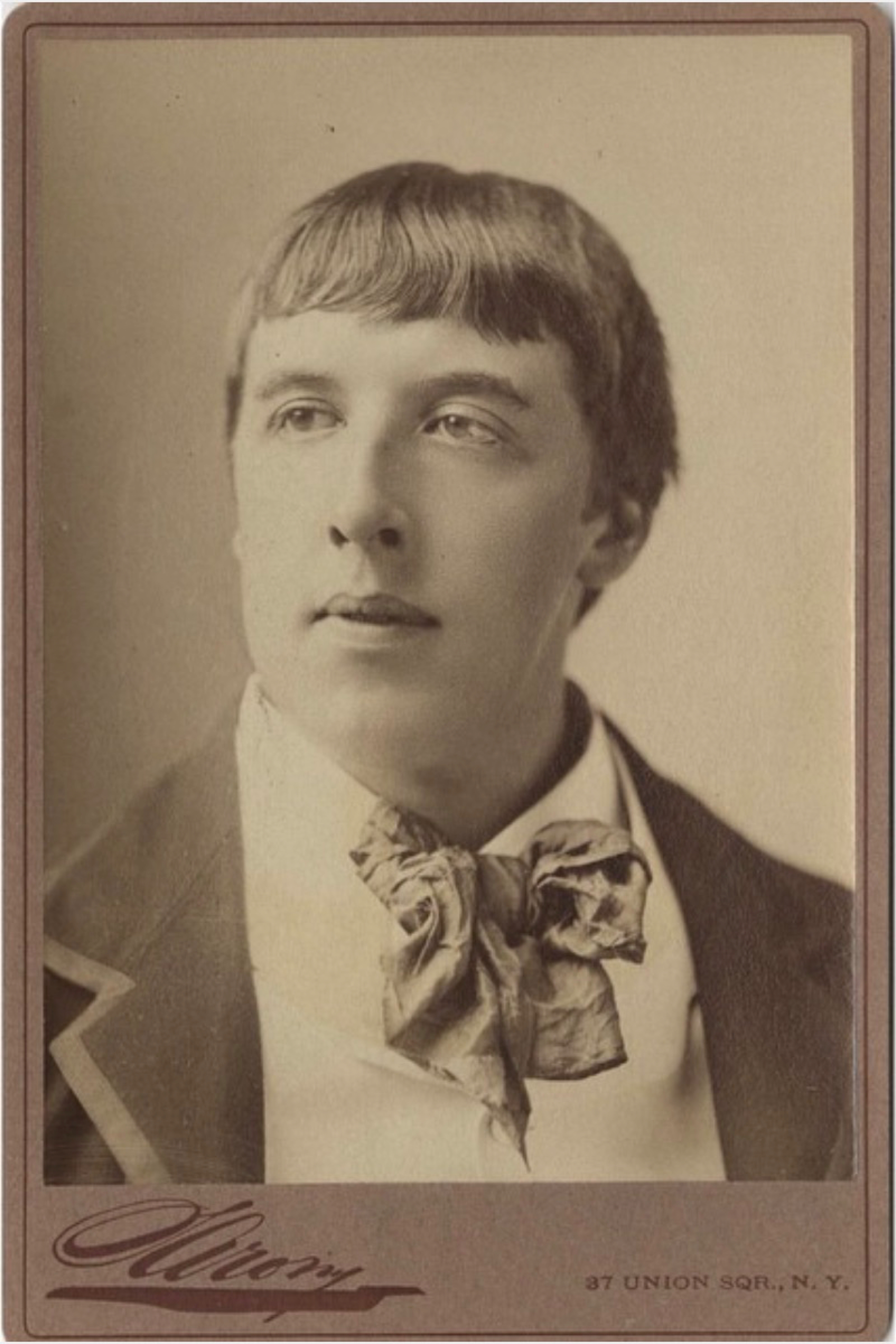
Oscar Wilde à New York, 1883, par Napoléon Sarony.
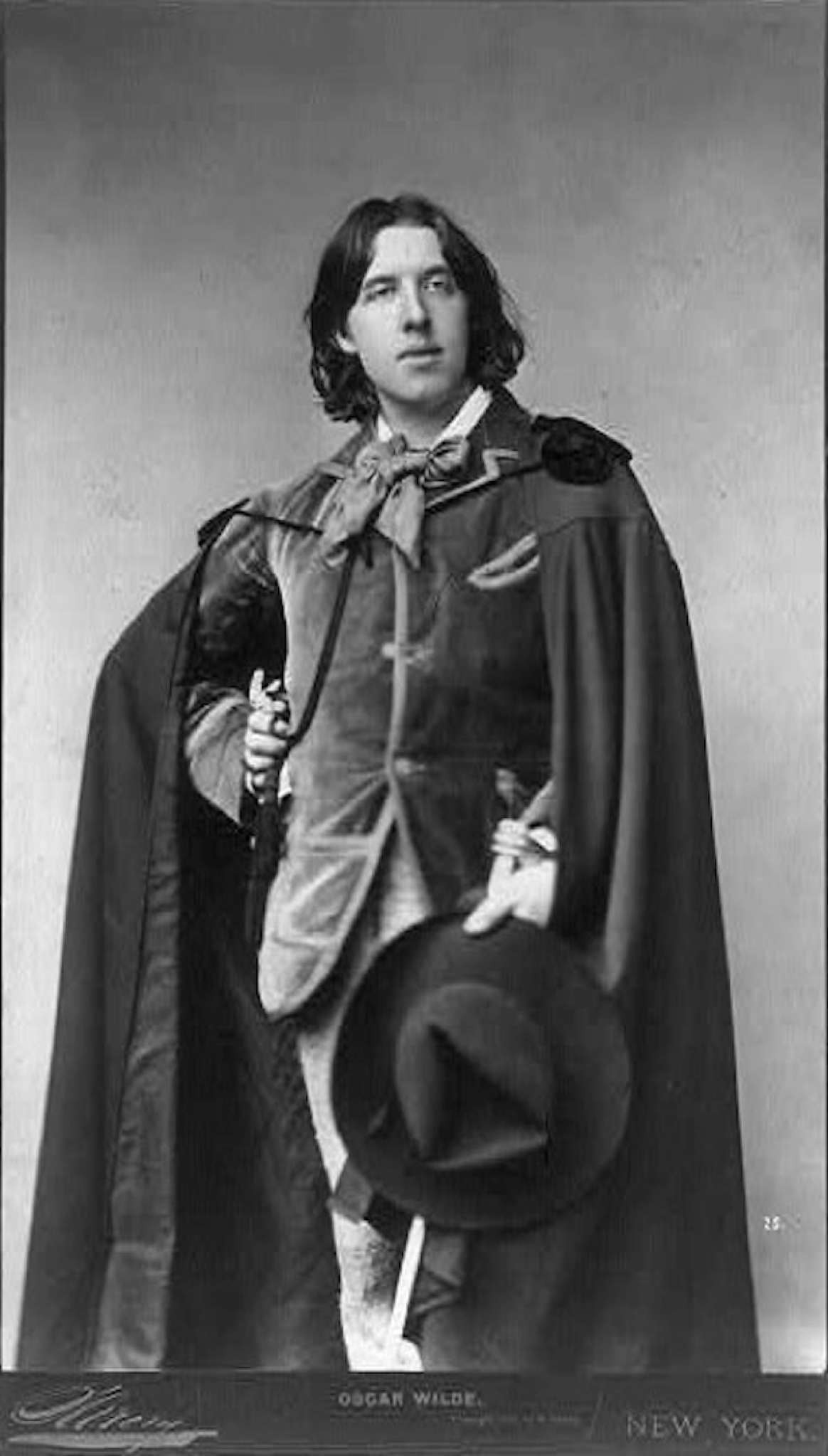
Oscar Wilde à New York, 1882, par Napoléon Sarony.

#### Bases de données et dictionnaires
- (en) Site officiel
- Ressources relatives aux beaux-arts :   - AGORHA
  - British Museum
  - Grove Art Online
  - Musée d'Orsay
  - National Gallery of Art
  - National Portrait Gallery
  - RKDartists
  - Royal Academy of Arts
  - Union List of Artist Names
- Ressources relatives à la musique :   - International Music Score Library Project
  - Carnegie Hall
  - Discogs
  - Grove Music Online
  - MusicBrainz
  - Muziekweb
  - Répertoire international des sources musicales
  - Songkick
- Ressources relatives à la littérature :   - Academy of American Poets
  - The Encyclopedia of Science Fiction
  - Internet Speculative Fiction Database
  - NooSFere
  - Poetry Archive
  - Poetry Foundation
- Ressources relatives au spectacle :   - Archives suisses des arts de la scène
  - Les Archives du spectacle
  - Internet Broadway Database
  - Kunstenpunt
- Ressources relatives à la recherche :   - Bibliothèque interuniversitaire de santé
  - Isidore
  - PhilPapers (travaux)
- Ressources relatives à la bande dessinée :   - BD Gest'
  - Comic Vine
- Ressources relatives à l'audiovisuel :   - Filmportal
  - IMDb
- Ressource relative à la santé :   - Bibliothèque interuniversitaire de santé
- Ressource relative à plusieurs domaines :   - Radio France
- Notices dans des dictionnaires ou encyclopédies généralistes :   - Britannica
  - Brockhaus
  - Den Store Danske Encyklopædi
  - Deutsche Biographie
  - Dictionary of Irish Biography
  - Dictionary of Ulster Biography
  - Enciclopedia italiana
  - Enciclopédia Itaú Cultural
  - Gran Enciclopèdia Catalana
  - Hrvatska Enciklopedija
  - Internetowa encyklopedia PWN
  - Larousse
  - Nationalencyklopedin
  - Oxford Dictionary of National Biography
  - Store norske leksikon
  - Treccani
  - Universalis
- Notices d'autorité :   - VIAF
  - ISNI
  - BnF (données)
  - IdRef
  - LCCN
  - GND
  - Italie
  - Japon
  - CiNii
  - Espagne
  - Belgique
  - Pays-Bas
  - Pologne
  - Israël
  - NUKAT
  - Catalogne
  - Suède
  - Vatican
  - WorldCat